# Samuel Dahl (präst)
Samuel Dahl, född 1682 i Norrköping, död 24 oktober 1734 i Fornåsa socken, var en svensk präst.

## Biografi
Samuel Dahl föddes 1682 i Norrköping. Han var son till kyrkoherden Ericus Dahl i Dagsbergs socken. Dahl studerade i Linköping och blev 1706 student vid Uppsala universitet. Han prästvigdes 24 november 1714 till domesticus episcopi och blev 1717 domkyrkoadjunkt. Dahl blev 1718 hovpredikant hos pfalzgrevinnan Katarina på Gripsholm och 1720 domkyrkoadjunkt. Han var 1721 respondent vid prästmötet och blev 1722 kyrkoherde i Fornåsa församling. Han avled 24 oktober 1734 i Fornåsa socken och begravdes av kyrkoherden Magnus Montin Svensson i Kristbergs socken.
Ett porträtt över Dahl hänger i Fornåsa kyrkas sakristia.

### Familj
Dahl gifte sig 12 april 1721 med Agneta Margareta Wittensten (1680–1741). Hon var dotter till källarmästaren Wittensten och Beata Nilsdotter i Norrköping. De fick tillsammans sonen Samuel (1729–1782). Efter Dahls död gifte Agneta Margareta Wittensten om sig med kyrkoherden Samuel Fröling i Vinnerstads socken.